# Девятая сессия
«Девятая сессия» (англ. Session 9) — американский фильм ужасов 2001 года режиссёра Брэда Андерсона, снятый по его собственному сценарию. Название фильма отсылает к серии аудиозаписей сессий с одним из пациентов психиатрической больницы. Несмотря на то, что фильм не имел финансового успеха, он заработал статус культового.

## Сюжет
Действие происходит в штате Массачусетс. Гордон Флеминг (Питер Маллан), владелец компании по борьбе с асбестом, пытается очистить заброшенную психиатрическую больницу от асбеста. Отчаянно нуждаясь в деньгах, он обещает заказчику выполнить работу всего за одну неделю, хотя на это требуется от двух до трех недель. В бригаду Флеминга входят несколько человек: Майк (Стивен Геведон), бросивший учёбу на юридическом факультете, Фил (Дэвид Карузо), переживший недавний разрыв отношений, азартный игрок по имени Хэнк (Джош Лукас) и племянник Гордона Джефф (Брендан Секстон III), страдающий боязнью темноты.
Осматривая место работы, Гордон слышит загадочный голос, приветствующий его по имени. Мужчины приступают к работе, и Майк обнаруживает контейнер с девятью аудиозаписями сессий, записанных с Мэри Гоббс, пациенткой, страдавшей диссоциативным расстройством личности. На этих аудиозаписях психиатр Мэри пытается раскрыть у неё подробности преступления, которое она совершила много лет назад в собственном доме. В это же самое время Хэнк обнаруживает в крематории тайник с серебряными монетами и другими ценностями. Ночью Хэнк возвращается в больницу, чтобы забрать находку. Последним предметом за кладкой кирпичей стала кирка для лоботомии. Рассматривая инструмент Хэнк услышал какой-то шум, сложил сокровища в сумку и поспешил к выходу из больницы. Однако в пути по коридору шум повторяется. Заметив силуэт человека, испуганный Хэнк ускоряет шаг.
На следующий день Хэнк не появляется на работе. На его место решено пригласить другого работника по имени Крейг (Ларри Фессенден). Гордон признается Филу, что в порыве ярости ударил свою жену Венди после того, как та непреднамеренно облила его кипятком. Венди игнорирует его звонки и не позволяет видеться с их маленькой дочерью. На лестничной клетке Джефф замечает пропавшего Хэнка, который разговаривает сам с собой.
Мужчины решают отыскать Хэнка, для чего они разделяются. Лишь Майк продолжает прослушивать аудиозаписи сессий. Джефф и Фил спускаются в туннели под больницей. Там Фил находит полуобнаженного Хэнка, бормочущего себе под нос. В генераторе заканчивается топливо, и перепуганный Джефф остается в темноте. Майк восстанавливает электроснабжение и воспроизведение аудиозаписи девятой сессии продолжается. В диалог с доктором выходит последняя, злая из личностей Мэри - «Саймон». Под финальные события в строительной бригаде Саймон повествует об убийстве младшего брата и родителей Мэри, которое она совершила с помощью Саймона. Фил находит Гордона в бывшей больничной палате Мэри. Тот смотрит на фотографии крещения своей дочери, прикрепленные к стене. Джефф выходит из туннеля и сообщает Гордону о своем местонахождении у фургона бригады.
На следующий день в психиатрическую больницу прибывает Крейг. В это время Гордон находит Хэнка, завернутого в полиэтиленовую пленку, с торчащим из глаза инструментом для лоботомии. Затем Гордон сталкивается с Филом, который неоднократно говорит ему «проснуться». Крейг видит, как Гордон стоит над едва живым телом Хэнка. Гордон нападает на Крейга, он вытаскивает кирку для лоботомии из глаза Хэнка и вонзает её тому в глаз. В отчужденном состоянии Гордон бродит по заброшенной больнице и находит тела каждого члена своей бригады в различных комнатах, после чего начинает рассказывать, как накануне убил каждого из них. Также он вспоминает, как убил свою жену Венди, их маленькую дочь и собаку после того, как Венди пролила на него кипяток.
Обезумевший Гордон пытается дозвониться домой, чтобы извиниться перед Венди. Играет отрывок из аудиозаписи девятой сессии. Врач интересуется у Мэри: «Где ты живешь, Саймон?», на что «Саймон» ему отвечает: «Я живу в слабых и несчастных, Док».

## Актёрский состав

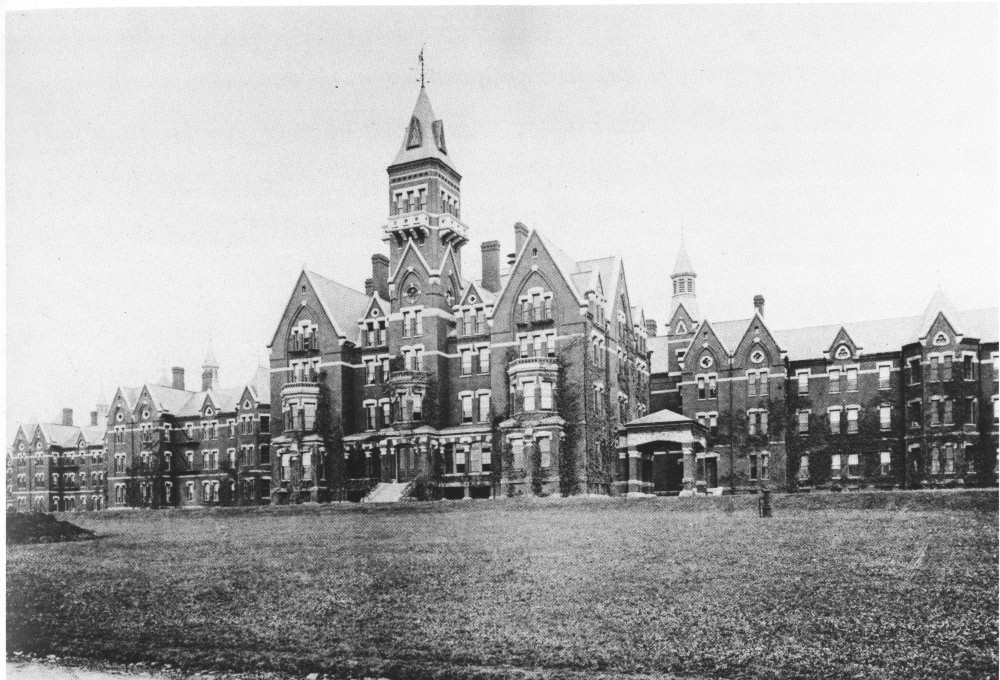
Съемки фильма проходили в Государственной больнице Данверса

| Актёр               | Роль               |
| ------------------- | ------------------ |
| Питер Маллан        | Гордон Флеминг     |
| Дэвид Карузо        | Фил                |
| Стивен Геведон      | Майк               |
| Джош Лукас          | Хэнк               |
| Брендан Секстон III | Джефф              |
| Ларри Фессенден     | Крейг              |
| Пол Гилфойл         | Билл Григгс        |
| Джуриан Хьюз        | Мэри Гоббс (голос) |
| Шила Стасэк         | Венди (голос)      |

## Связь с компьютерной игрой
23 июля 2015 года в Steam вышла приключенческая компьютерная игра от компании Tap It Games под названием 9 Clues 2: The Ward, чьи сюжет и визуальный стиль вдохновлены данным фильмом.